# Juan Crouset

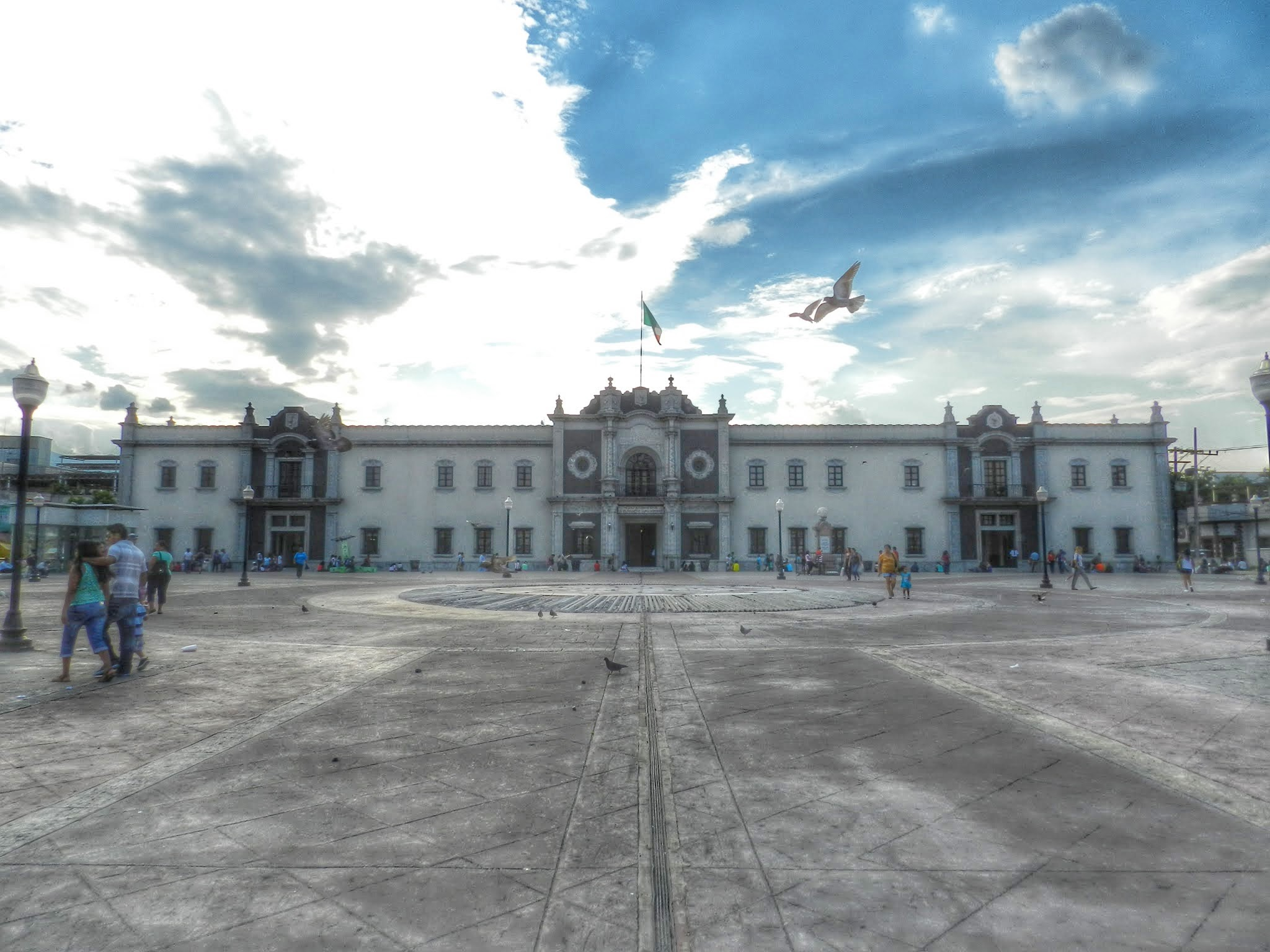
Colegio Civil

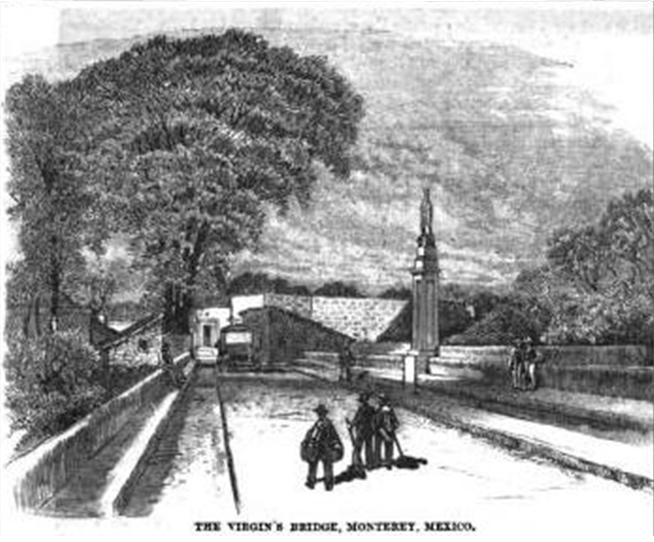
El puente de la Purísima en 1884

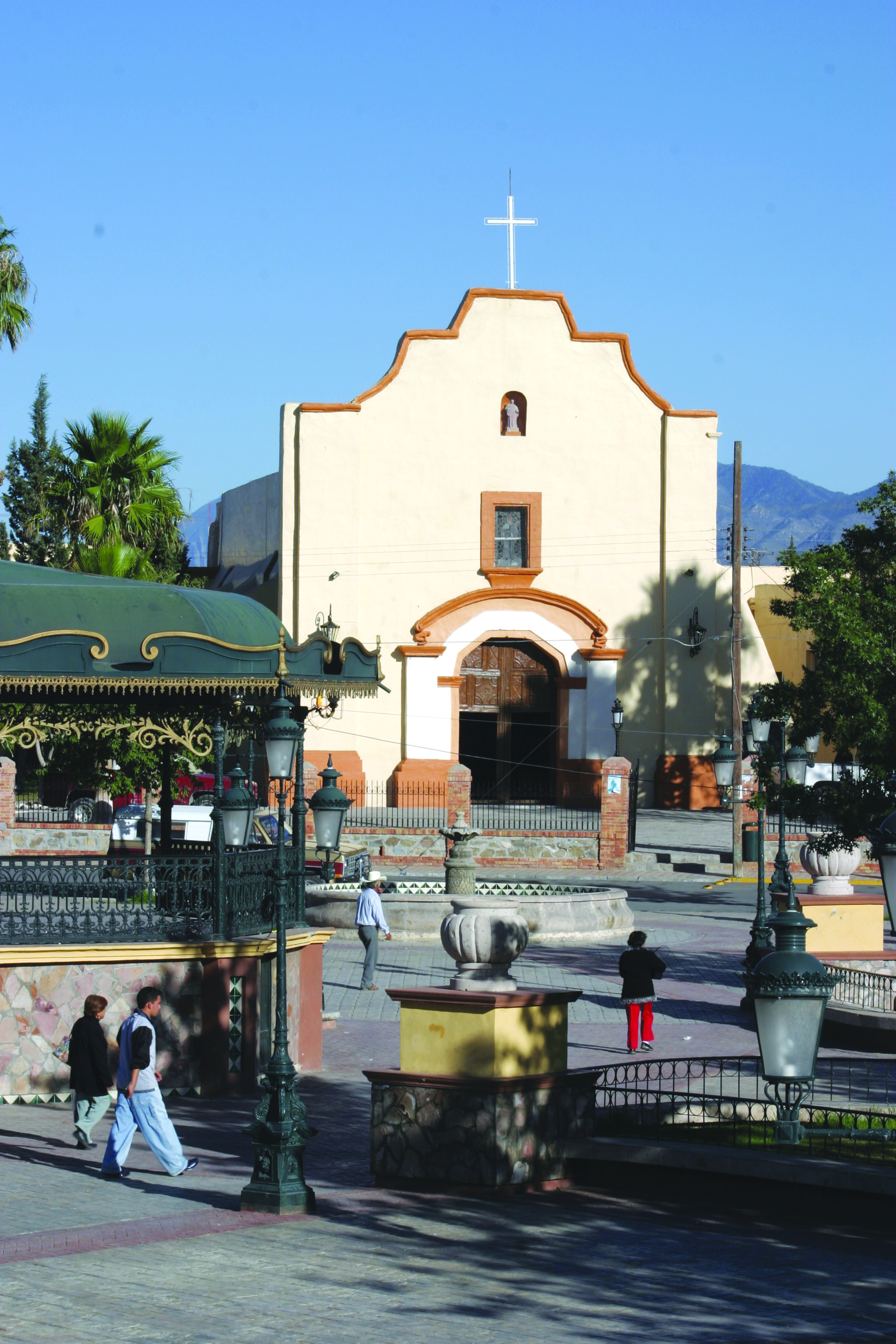
Templo de San Nicolás de Tolentino en Ramos Arizpe, Coahuila

Juan Bautista Crouset, cuyo nombre original en francés era Jean Baptiste Crouset (Rouergue, Francia, 1753-?) fue un arquitecto francés que desarrolló su carrera en México.
Llegó a México entre 1785 y 1787 y trabajó bajo las órdenes del capitán Manuel Mascaró, encargado de la obra del castillo de Chapultepec. También trabajó a las órdenes de Ignacio Castera en las obras del convento de la enseñanza, y colaboró con el director de la Academia de San Carlos, José Antonio González Velázquez, el mismo que le hizo su examen en 1792 para recibir el título de maestro mayor de obras.
En diciembre de 1792 se trasladó de Ciudad de México a Monterrey acompañando al tercer obispo de Monterrey, Andrés de Llanos y Valdés, para colaborar en sus proyectos urbanísticos y arquitectónicos. El 22 de febrero de 1798 contrajo matrimonio en la catedral de Monterrey con María Juana de Ayala residente de Monterrey y de origen español. El 20 de junio de 1796, Crouset delineó y firmó el plano de la "Nueva Ciudad de Monterrey" dedicado al gobernador Simón de Herrera y Leyva. Por diversas circunstancias Crouset no logró ver concretado su plan urbanístico, pues tuvieron que pasar más de 64 años para que el ayuntamiento de la ciudad lo pusiera en marcha. En 1832, el ayuntamiento contrató al ingeniero Guillermo Still para que realizara el delineamiento de las manzanas del repueble norte de la ciudad teniendo como base el plano dibujado por Crouset en 1796.
En 1799 trazó el primer mapa del Nuevo Reino de León. Entre sus obras arquitectónicas se encontraban la nueva catedral del obispado y otros proyectos que no se realizaron. Hacia 1803 se encargó de la construcción de la capilla de San Nicolás de la Capellanía en la hoy ciudad de Ramos Arizpe (Coahuila) y aparentemente de la iglesia de San Juan Nepomuceno de Saltillo. En 1816 se le encomendó la reparación del Palacio de Gobierno de San Luis Potosí la cual terminó en diciembre de 1817. En 1829 vivía en el valle del Pilón, hoy Montemorelos, Nuevo León.

## Obras destacadas
- Parroquia de Real de Catorce (1804-1817)[5]
- Parroquia de San Nicolás Tolentino en Ramos Arizpe (1804)
- Portada lateral norte de la Catedral Metropolitana de Monterrey (1801)[1]
- Puente de los pilares y puente de la purísima en Monterrey (Destruidos)
- Real hospital de pobres de nuestra señora del rosario, actualmente Colegio Civil en Monterrey (1794-1797)[6]